# Irfan Fandi
Irfan bin Fandi Ahmad (Singapore, 13 agosto 1997) è un calciatore singaporiano, difensore del Port e della nazionale singaporiana.

## Biografia
Anche il fratello minore Ikhsan Fandi è un calciatore e il nonno Ahmad Wartam ed il padre Fandi Ahmad sono stati calciatori.

## Carriera

### Club
Cresciuto in Cile, ha esordito nella massima serie singaporiana nel 2015 con il Young Lions. L'anno successivo si trasferisce all'Home United nel medesimo campionato.

### Nazionale
Ha esordito in nazionale l'11 ottobre 2016 nell'amichevole contro Hong Kong.

## Statistiche

### Cronologia presenze e reti in nazionale
| Cronologia completa delle presenze e delle reti in nazionale ― Singapore | Cronologia completa delle presenze e delle reti in nazionale ― Singapore | Cronologia completa delle presenze e delle reti in nazionale ― Singapore | Cronologia completa delle presenze e delle reti in nazionale ― Singapore | Cronologia completa delle presenze e delle reti in nazionale ― Singapore | Cronologia completa delle presenze e delle reti in nazionale ― Singapore | Cronologia completa delle presenze e delle reti in nazionale ― Singapore | Cronologia completa delle presenze e delle reti in nazionale ― Singapore |
| Data                                                                     | Città                                                                    | In casa                                                                  | Risultato                                                                | Ospiti                                                                   | Competizione                                                             | Reti                                                                     | Note                                                                     |
| ------------------------------------------------------------------------ | ------------------------------------------------------------------------ | ------------------------------------------------------------------------ | ------------------------------------------------------------------------ | ------------------------------------------------------------------------ | ------------------------------------------------------------------------ | ------------------------------------------------------------------------ | ------------------------------------------------------------------------ |
| 19-11-2019                                                               | Al Muharraq                                                              | Yemen                                                                    | 1 – 2                                                                    | Singapore                                                                | Qual. Mondiali 2022                                                      | 1                                                                        | 79’                                                                      |
| 24-9-2022                                                                | Ho Chi Minh                                                              | India                                                                    | 1 – 1                                                                    | Singapore                                                                | Amichevole                                                               | -                                                                        | 90+3’                                                                    |
| Totale                                                                   |                                                                          | Presenze                                                                 | 2                                                                        |                                                                          | Reti                                                                     | 1                                                                        |                                                                          |

## Palmarès

### Club

#### Competizioni nazionali
- Thai League 1: 1

BG Pathum Utd: 2020-2021